# Тяжёлая атлетика на летней Спартакиаде народов СССР 1967
Соревнования по тяжёлой атлетике на IV летней Спартакиаде народов СССР прошли с 27 июля по 3 августа 1967 года в Москве. В рамках этого турнира был также проведён 42-й чемпионат СССР. 303 участника из команд всех союзных республик, Москвы и Ленинграда были разделены на 8 весовых категорий и соревновались в троеборье (жим, рывок и толчок).

## Медалисты
| Категория                         | Золото                                                         | Золото                       | Серебро                                                     | Серебро                          | Бронза                                                    | Бронза                       |
| До 56 кг (легчайший вес)          | Алексей Вахонин «Труд» РСФСР (Шахты)                           | 345 кг (107,5 + 105 + 132,5) | Геннадий Четин Вооружённые Силы РСФСР (Пермь)               | 340 кг (107,5 + 102,5 + 130)     | Степан Ульянов «Динамо» Казахская ССР (Алма-Ата)          | 332,5 кг (110 + 100 + 122,5) |
| До 60 кг (полулёгкий вес)         | Эркин Каримов «Буревестник» Узбекская ССР (Ташкент)            | 370 кг (115 + 110 + 145)     | Николай Варава «Авангард» Украинская ССР (Луганск)          | 367,5 кг (117,5 + 107,5 + 142,5) | Вячеслав Кузин Вооружённые Силы Москва                    | 365 кг (115 + 105 + 145)     |
| До 67,5 кг (лёгкий вес)           | Николай Ногайцев «Динамо» Москва                               | 405 кг (122,5 + 127,5 + 155) | Евгений Гирко «Урожай» РСФСР (Уфа)                          | 400 кг (125 + 112,5 + 162,5)     | Пётр Король «Динамо» Украинская ССР (Львов)               | 400 кг (125 + 117,5 + 157,5) |
| До 75 кг (полусредний вес)        | Виктор Куренцов Вооружённые Силы РСФСР (Хабаровск)             | 445 кг (140 + 135 + 170)     | Евгений Смирнов «Зенит» Ленинград                           | 437,5 кг (140 + 132,5 + 165)     | Александр Курынов «Буревестник» РСФСР (Казань)            | 435 кг (142,5 + 130 + 162,5) |
| До 82,5 кг (средний вес)          | Борис Селицкий «Локомотив» Ленинград                           | 462,5 кг (145 + 142,5 + 175) | Григорий Кочиев «Спартак» Грузинская ССР (Тбилиси)          | 457,5 кг (145 + 132,5 + 180)     | Николай Хорошаев Вооружённые Силы РСФСР (Ростов-на-Дону)  | 455 кг (152,5 + 130 + 172,5) |
| До 90 кг (полутяжёлый вес)        | Яан Тальтс «Йыуд» Эстонская ССР (Таллин)                       | 502,5 кг (160 + 150 + 192,5) | Анатолий Калиниченко «Динамо» РСФСР (Волгоград)             | 482,5 кг (150 + 145 + 187,5)     | Александр Кидяев «Авангард» Украинская ССР (Луганск)      | 475 кг (150 + 142,5 + 182,5) |
| До 102,5 кг (тяжёлый вес)         | Юрий Яблоновский «Авангард» Украинская ССР (Луганск)           | 492,5 кг (157,5 + 145 + 190) | Николай Ященок Вооружённые Силы Украинская ССР (Львов)      | 490 кг (162,5 + 145 + 182,5)     | Александр Джеджелава «Колмеурне» Грузинская ССР (Тбилиси) | 487,5 кг (152,5 + 145 + 190) |
| Свыше 102,5 кг (супертяжёлый вес) | Леонид Жаботинский Вооружённые Силы Украинская ССР (Запорожье) | 585 кг (192,5 + 175 + 217,5) | Станислав Батищев «Буревестник» Украинская ССР (Кривой Рог) | 537,5 кг (175 + 157,5 + 205)     | Георгий Дьяченко «Авангард» Украинская ССР (Луганск)      | 522,5 кг (165 + 160 + 197,5) |